# Heilig Kreuz (Kreuzthann)

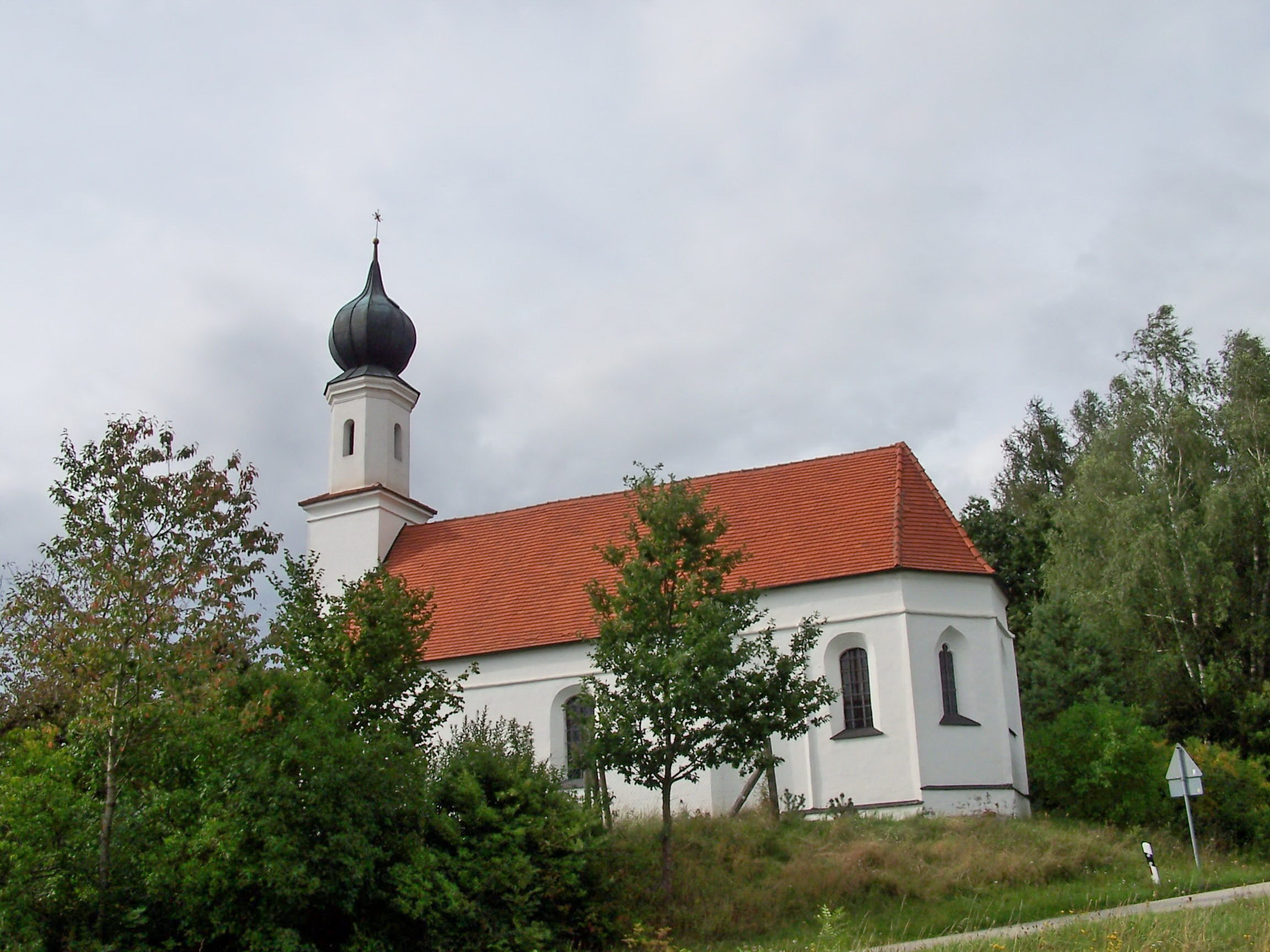
Außenansicht der Nebenkirche Heilig Kreuz von Südosten

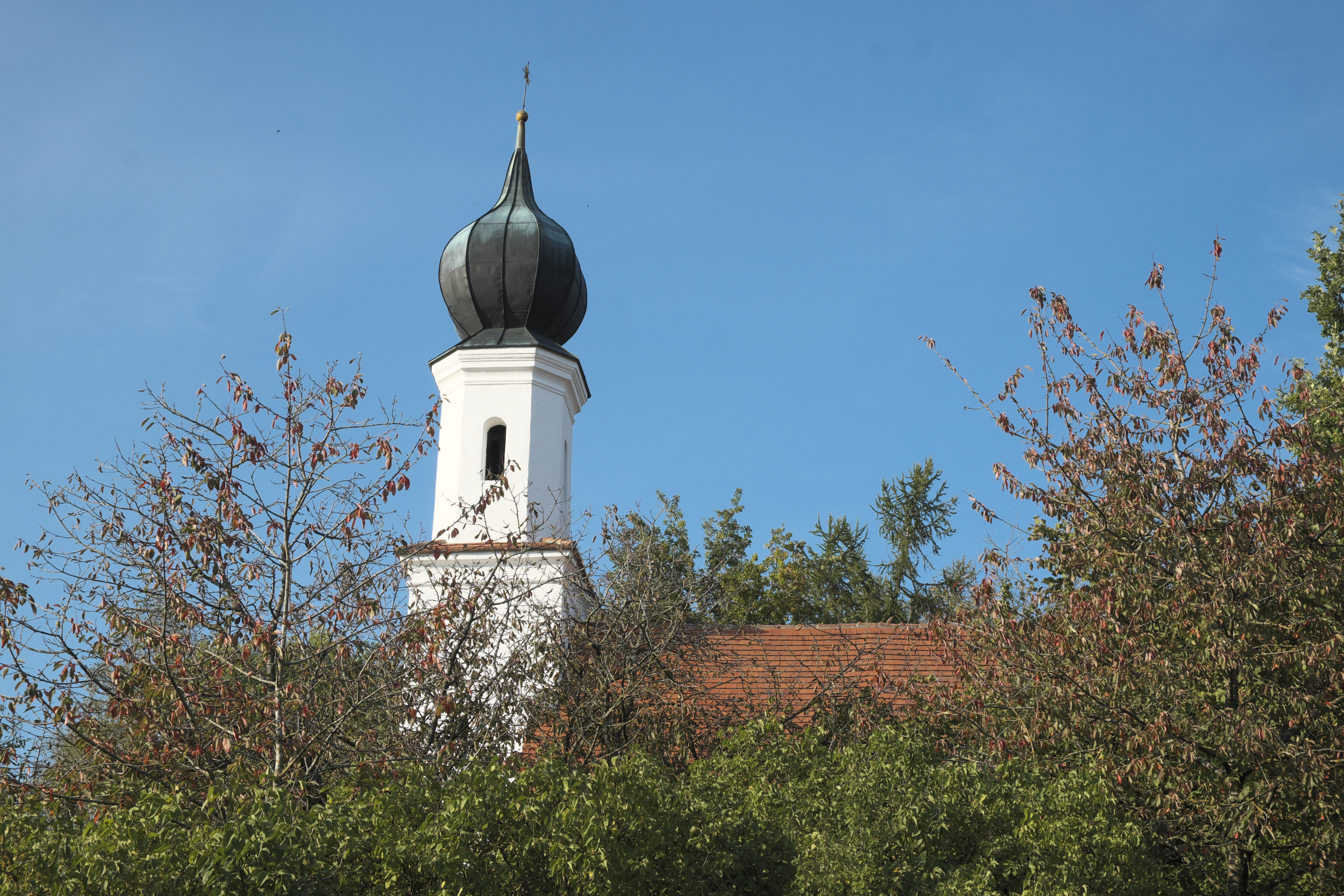
Turm mit Zwiebelkuppel

Die römisch-katholische Nebenkirche Heilig Kreuz in Kreuzthann, einem Ortsteil der Stadt Rottenburg an der Laaber im niederbayerischen Landkreis Landshut, ist ein spätgotischer Bau aus der zweiten Hälfte des 15. Jahrhunderts. Die Kirche trägt den Titel vom Heiligen Kreuz und gehört zur Pfarrei St. Georg in Rottenburg im Bistum Regensburg. Die Kirche liegt auf einer Anhöhe neben einer Hofanlage und ist als Baudenkmal mit der Nummer D-2-74-176-29 beim Bayerischen Landesamt für Denkmalpflege eingetragen.

## Geschichte
Das Kirchdorf Kreuzthann besteht aus vier Höfen, von denen der erste um 1480 erbaut wurde. Zwei weitere Höfe folgten um 1750, der vierte entstand im Jahr 1875. Der Name des Ortes kann wie das Patrozinium der Kirche auf ein Kreuz zurückgeführt werden, das zu einem nicht überlieferten Zeitpunkt von Mönchen im Wald aufgestellt wurde. Zum Fest der Kreuzauffindung am 3. Mai fanden im späten Mittelalter Wallfahrten zu dem Kreuz statt, an dessen Stelle in der zweiten Hälfte des 15. Jahrhunderts die heutige Kirche im spätgotischen Stil errichtet wurde. Der barocke Zwiebelturm wurde im 17. oder 18. Jahrhundert an die Westfassade angebaut.
Der Bodenbelag aus Solnhofener Plattenkalk sowie das Kirchengestühl (je vier Bänke zu beiden Seiten eines Mittelgangs) wurden 1847 eingebaut. 1892 wurden die Altargemälde restauriert, 1896 der Kreuzweg eingeweiht. Im Ersten Weltkrieg mussten die beiden Glocken abgegeben werden. 1929 wurde als Ersatz eine neue Glocke angeschafft, die dem heiligen Martin gewidmet ist. In den Jahren 1903 und 1961 wurden Renovierungsmaßnahmen durchgeführt.

## Architektur

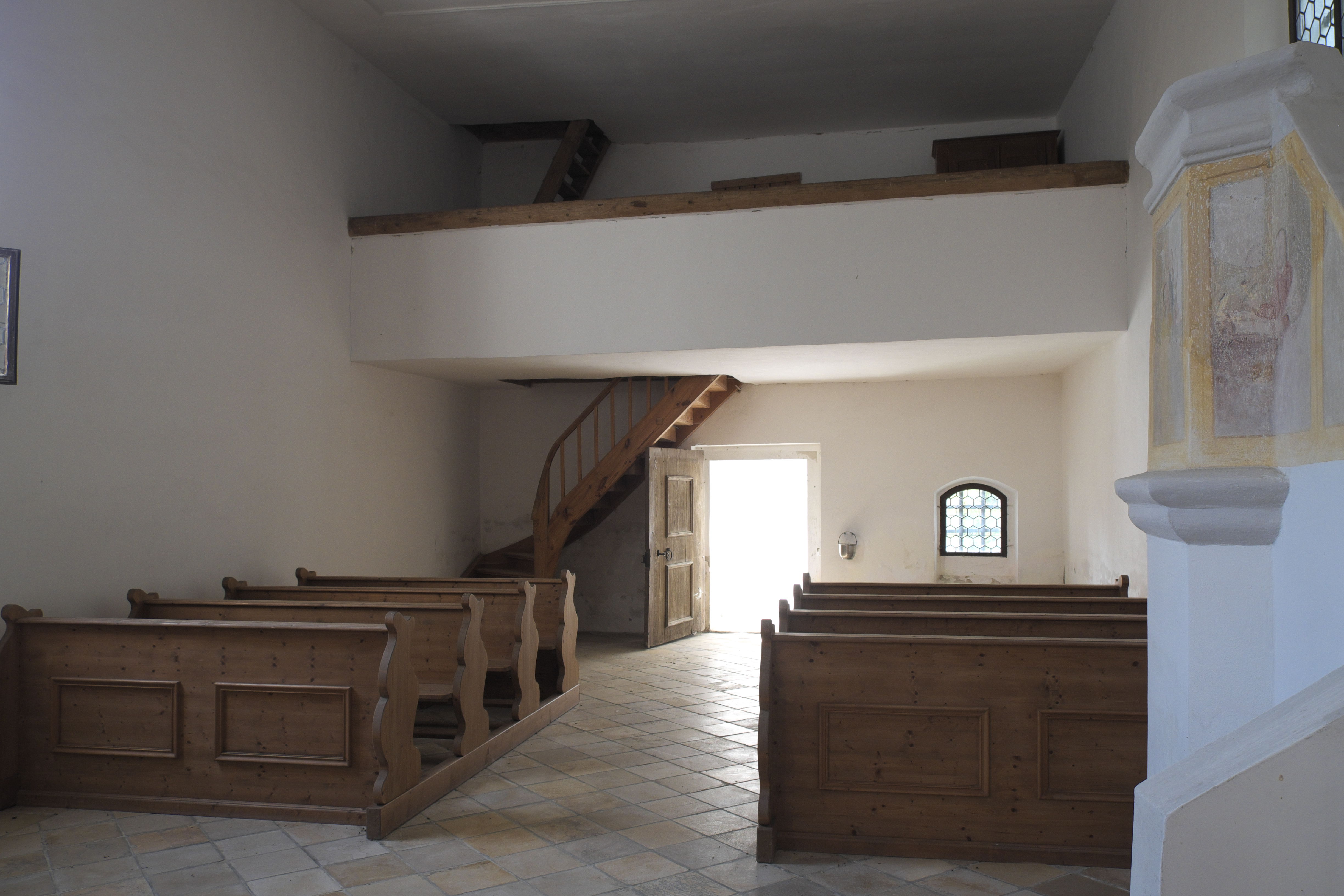
Innenraum, Blick zur Empore

### Außenbau
Die nach Osten ausgerichtete Kirche ist ein schlichter, vollständig verputzter Saalbau, bestehend aus einem Langhaus mit einer Fenster- und einer Portalachse sowie einem leicht eingezogenen Chor mit einem Joch und Fünfachtelschluss. Die Außenmauer des Chors wird durch flache Dreiecklisenen und einen Dachfries gegliedert; letzterer findet sich an den Außenmauern des Schiffs wieder. Er ist über ein wulstartiges Gesims oberhalb der Fensterzone von der darunter liegenden Wandfläche getrennt. Die Fensteröffnungen wurden überwiegend barock verändert und schließen deshalb mit einem Rundbogen ab. An der Ostseite und der südlichen Schrägseite des Chores befinden sich noch original gotische Spitzbogenfenster mit Nonnenkopf und einfachem Schräggewände. Das frühere spitzbogige Südportal ist nunmehr zugemauert. Das heutige Portal ist in den in barocker Zeit an die Westfassade angebauten Turm integriert. Auf dem ungegliederten, quadratischen Unterbau des Turms sitzt ein oktogonaler Aufbau, der von rundbogigen Blendfeldern und Schallöffnungen durchbrochen und von einer Zwiebelhaube bekrönt wird.

### Innenraum
Das Langhaus wird von einer Flachdecke überspannt. Ein spitzbogiger, beidseits gefaster Chorbogen öffnet das Langhaus zu dem um eine Stufe höher liegenden Chor, der von einem Sternrippengewölbe gedeckt wird. Die Gewölberippen weisen ein Birnstabprofil auf und heben sich mit ihrer hellgrauen Farbgebung deutlich von den gelb getünchten Gewölberücklagen ab. Sie ruhen auf polygonalen Konsolen, die teilweise mit Wappenschilden versehen sind. Die Schlusssteine sind mit Rosetten skulptiert. An der Westseite des Langhauses ist eine Empore mit einfacher, gerader Brüstung und einer Treppe, die zum Turm führt, eingezogen.

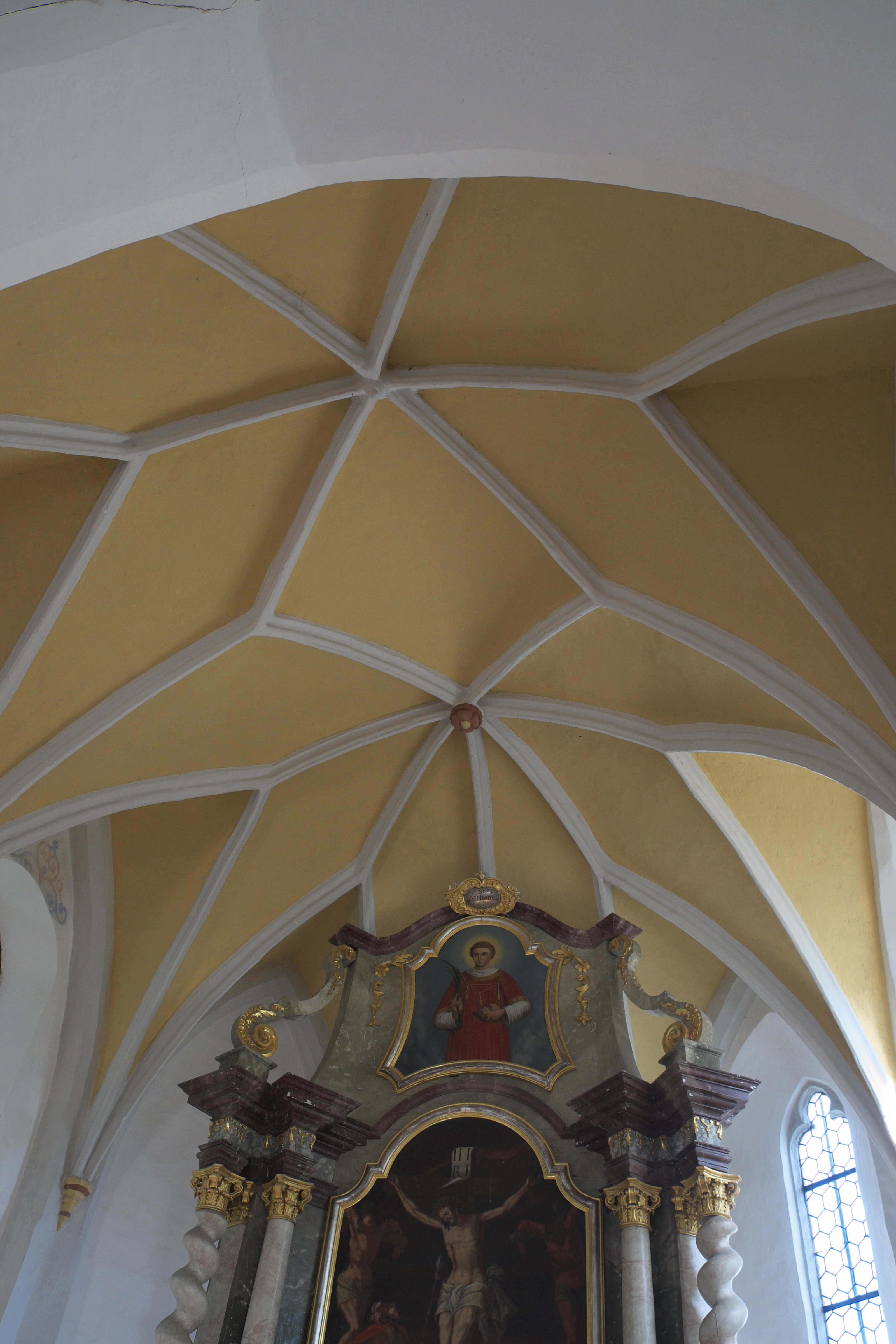
Sterngewölbe im Chor
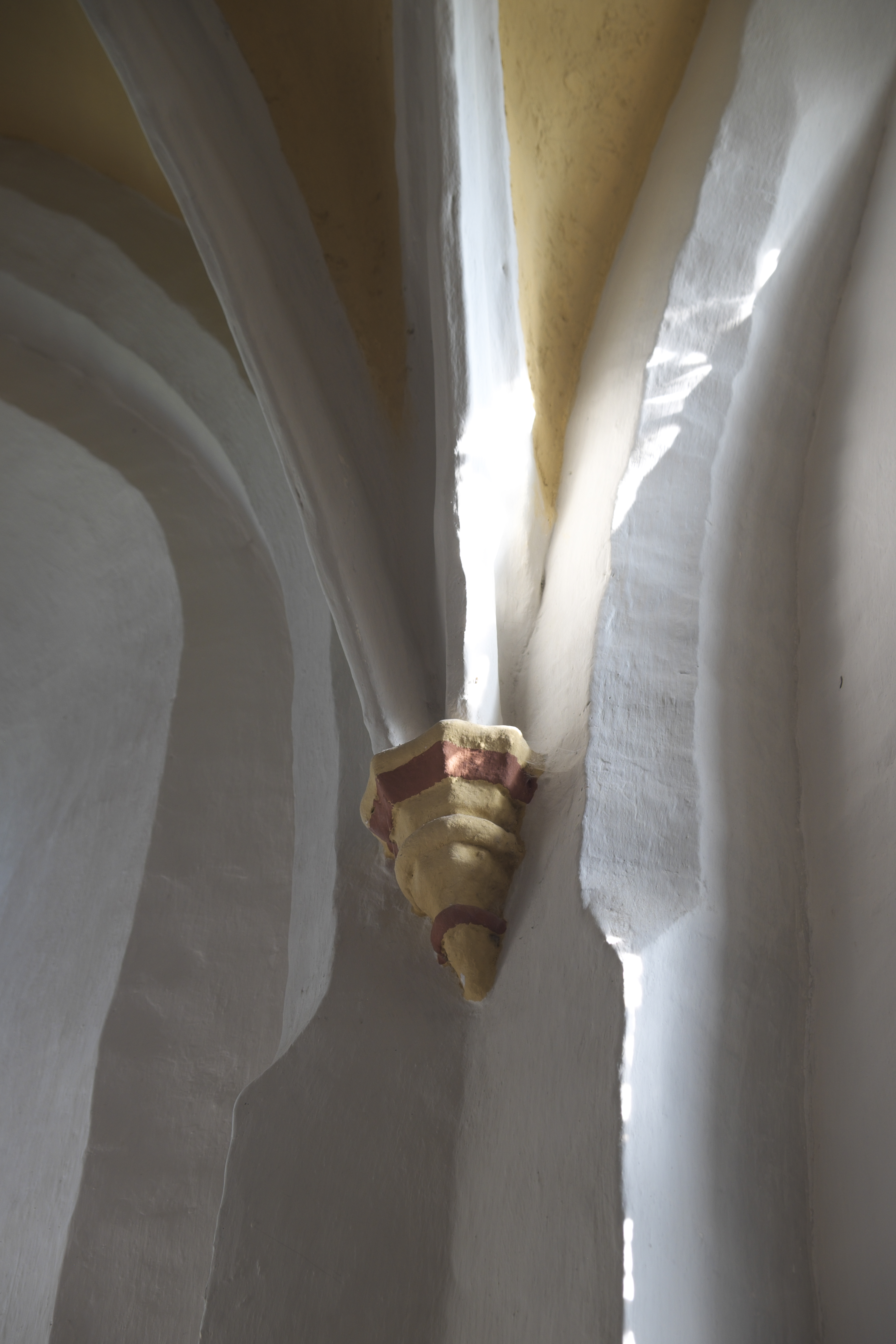
Konsole und Gewölberippen
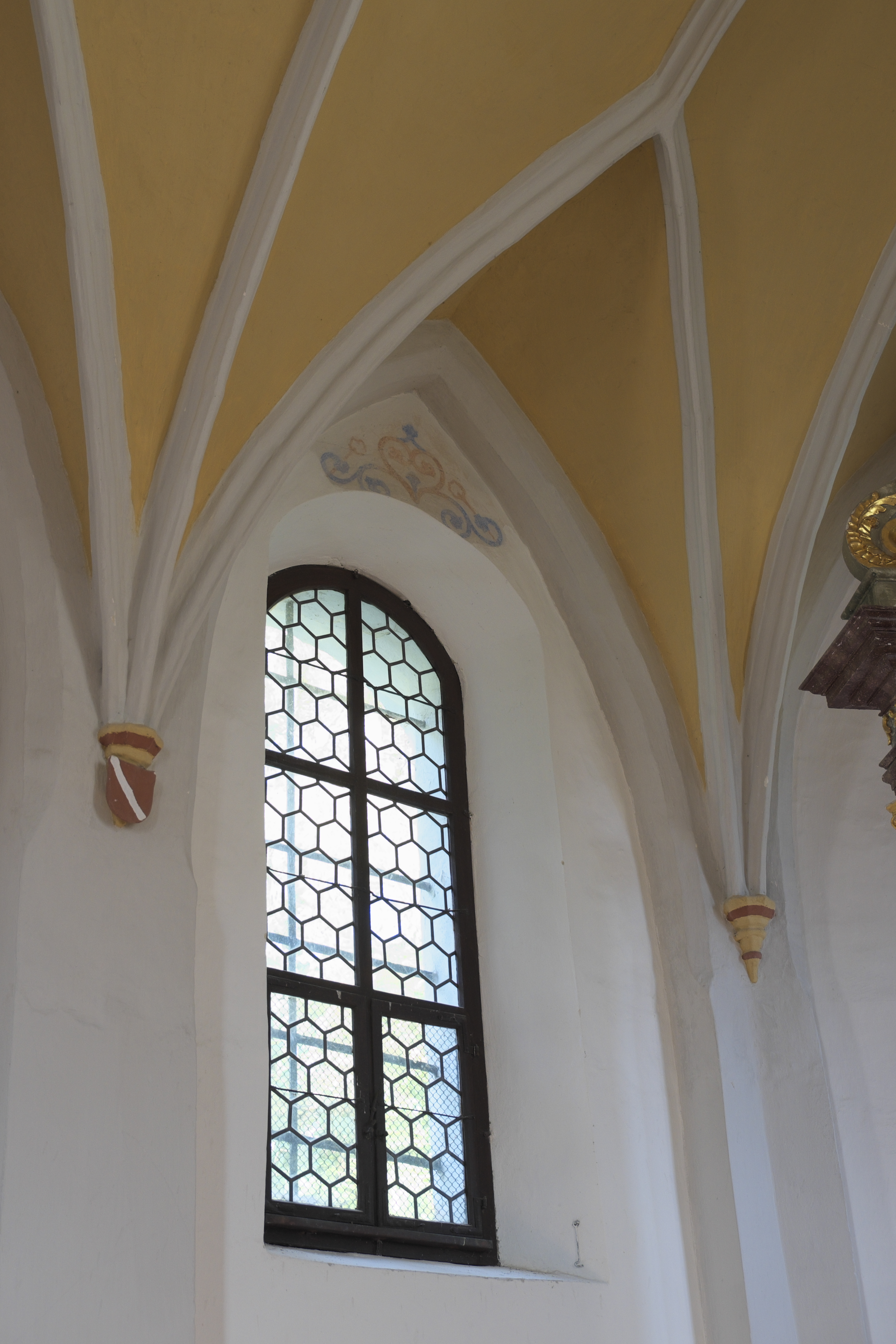
Konsole mit Wappenschild
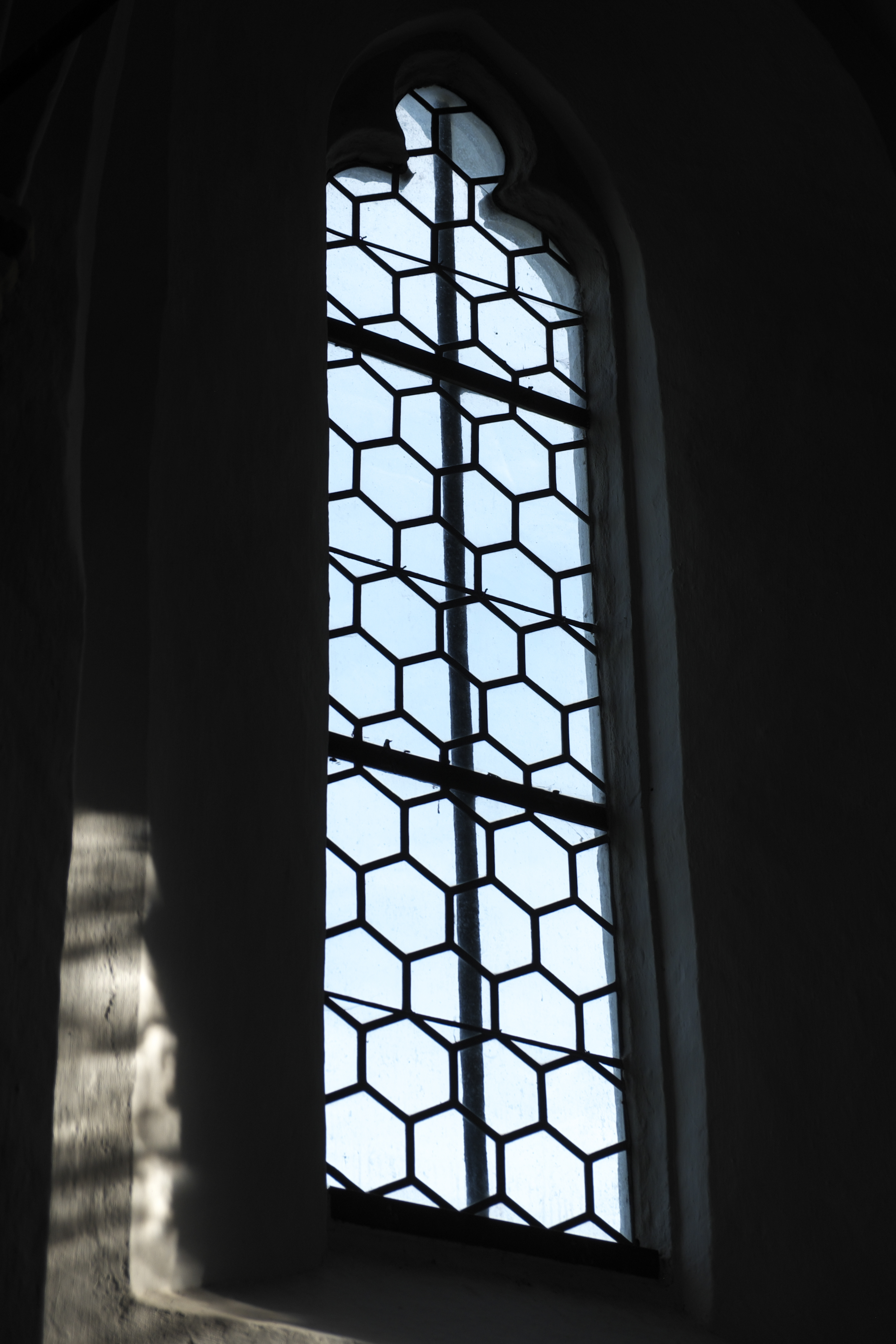
Fenster mit Nonnenkopf

## Ausstattung
- Der über einer gemauerten Mensa errichtete Hochaltar stammt aus der Zeit um 1730 und weist spärliche Laub- und Bandwerkverzierungen im Stile des frühen Rokoko auf. Er wird auf beiden Seiten von je zwei glatten Säulen und je einer gewundenen Säule gerahmt. Das Altarblatt stellt die Kreuzigung Christi dar. Der Volutenaufsatz wurde in späterer Zeit hinzugefügt. Auf dem Auszugsbild sieht man den heiligen Stephanus mit der Märtyrerpalme und einem Buch in der Hand, auf dem die Steine liegen, durch die er sein Martyrium erlitt.[3][4][5]
- Die steinerne Kanzel wird in die Entstehungszeit der Kirche datiert. Der hohe polygonale Sockel trägt den ebenfalls polygonalen Kanzelkorb, auf dem Fragmente von Malereien (vermutlich die vier Evangelisten) erhalten sind. Aus welcher Zeit die Malereien stammen, ist nicht geklärt. Der Kanzelkorb wird oben und unten von einem profilierten Gesims gerahmt.[3][4][5]
- Im Langhaus befindet sich ein altes Marienbild mit vergoldetem Holzrahmen, das wohl aus der Rokokozeit stammt. Im unteren Bereich ist die heilige Maria mit dem Jesuskind unter einem mit Muschelwerk verzierten Torbogen dargestellt, eingerahmt von zwei Engeln mit Spruchbändern. Darüber ist die Heilige Dreifaltigkeit angeordnet, die sich auf die Krönung Mariens zur Himmelskönigin vorbereitet.[5]

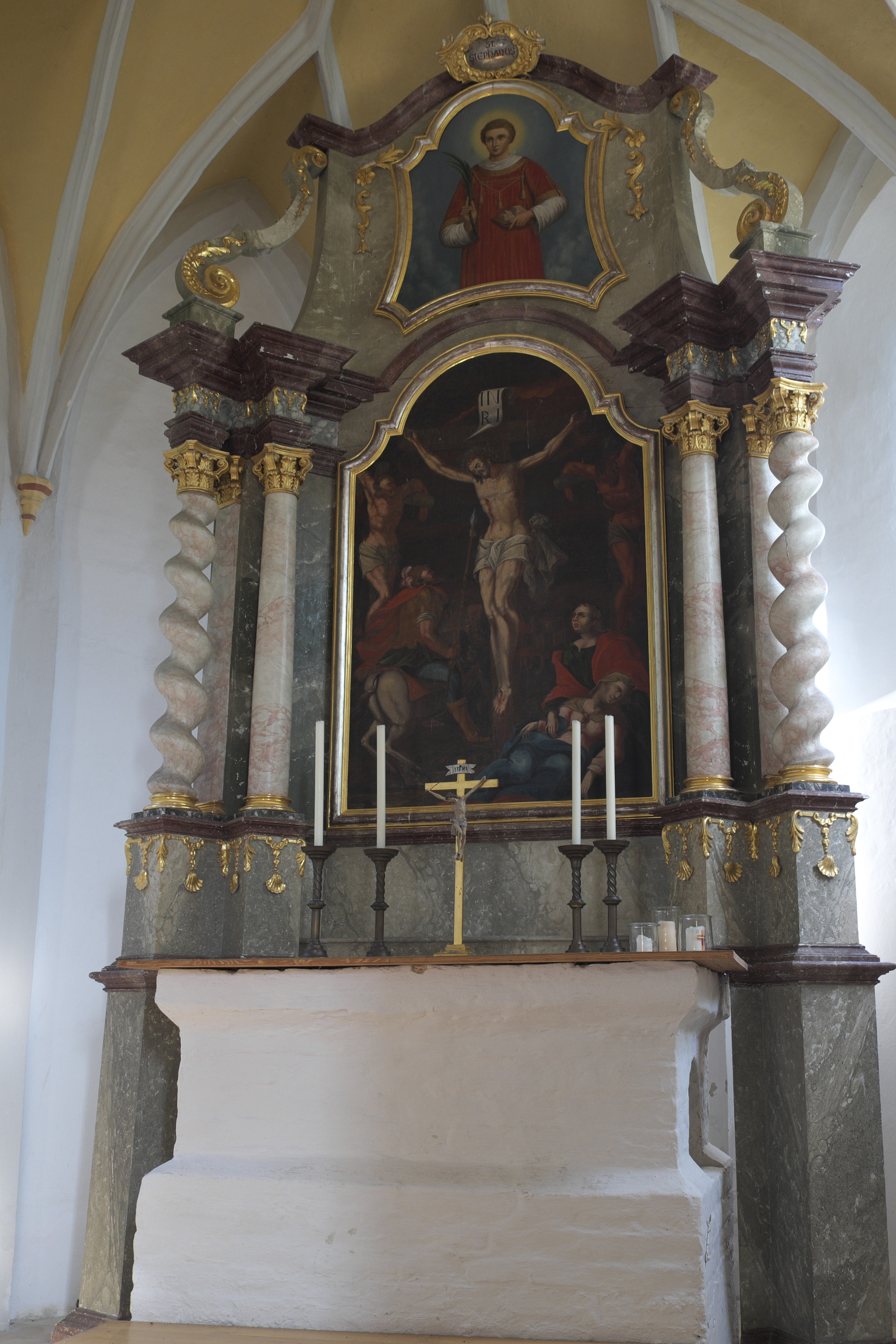
Hochaltar
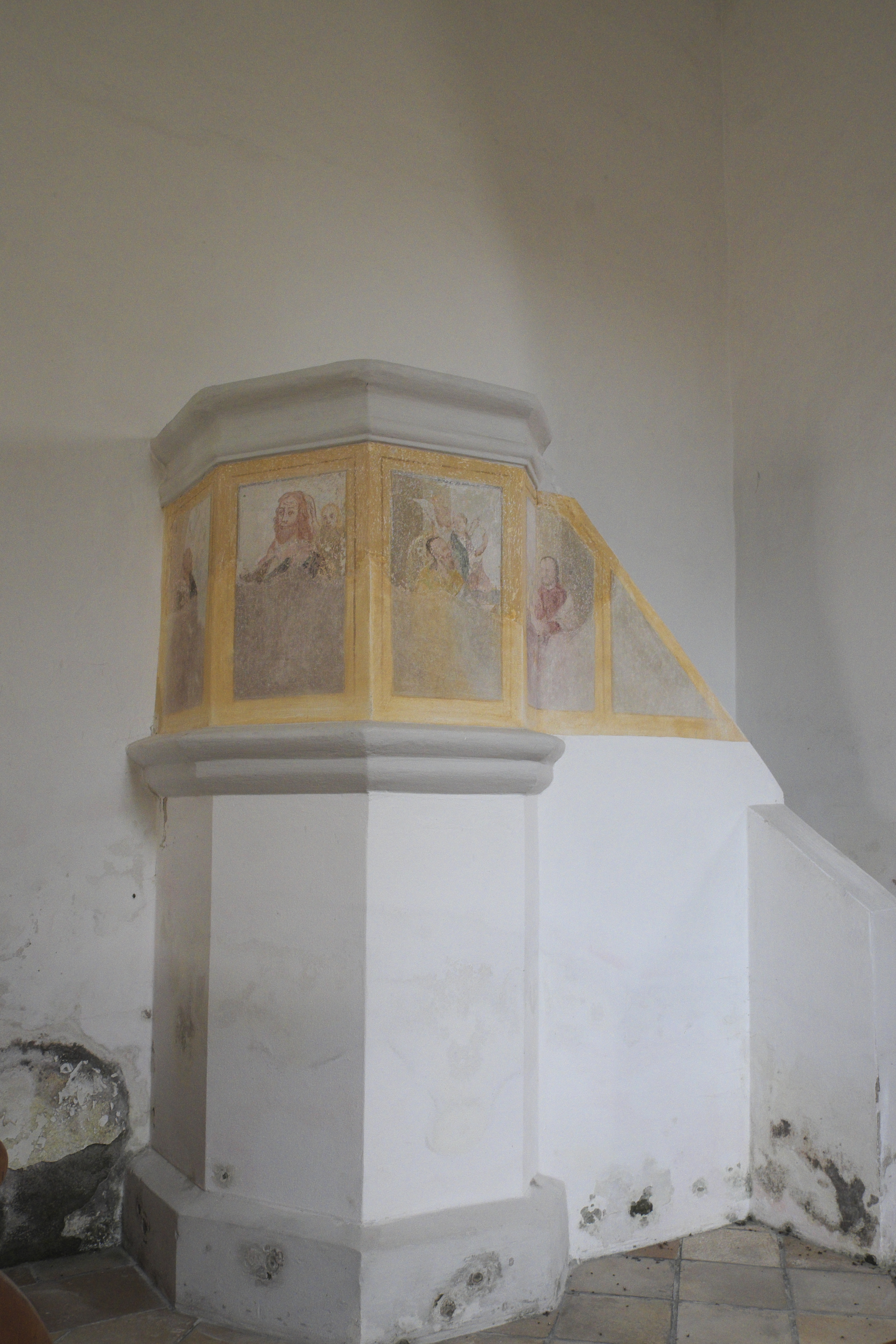
Kanzel
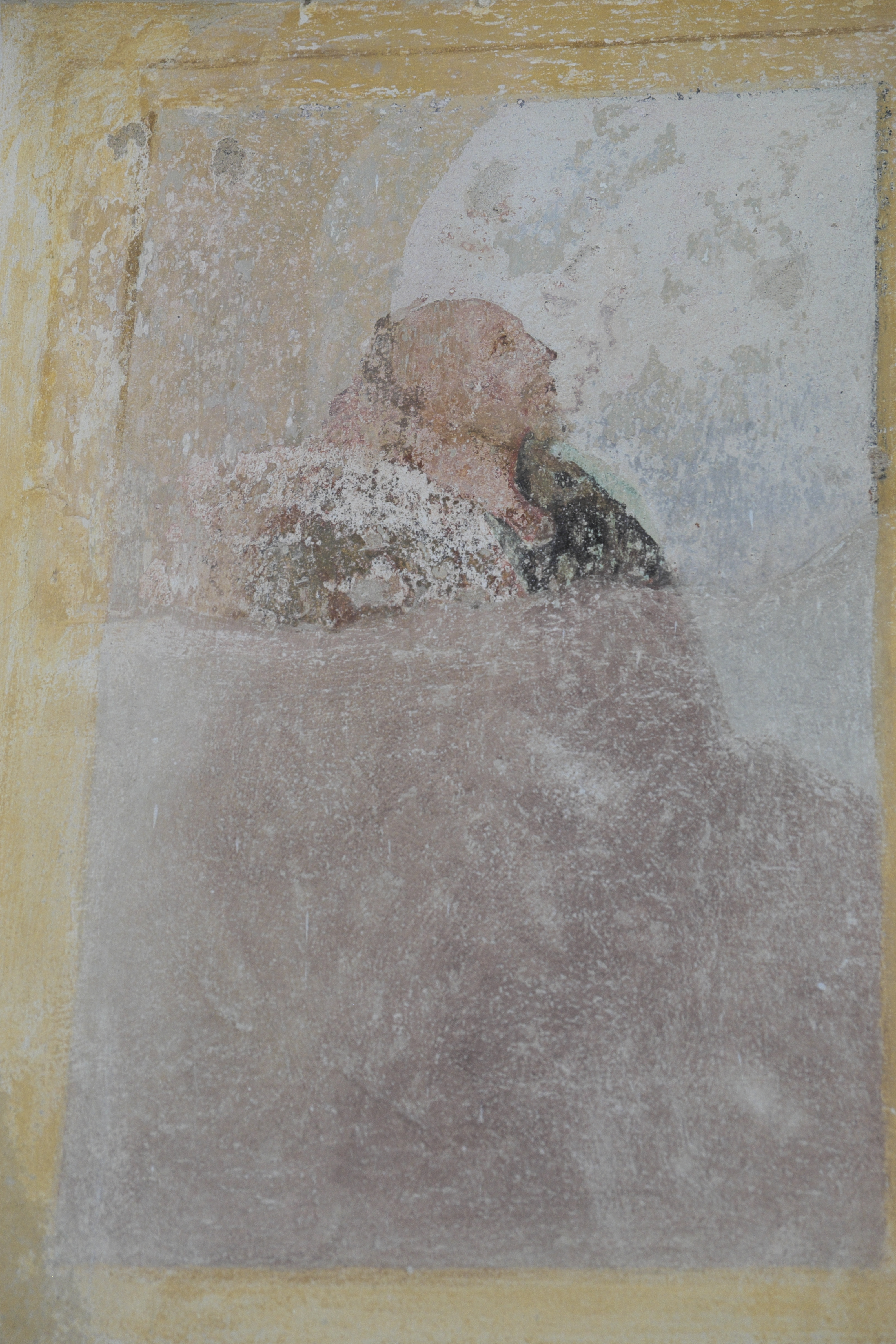
Kanzelkorb mit Malerei
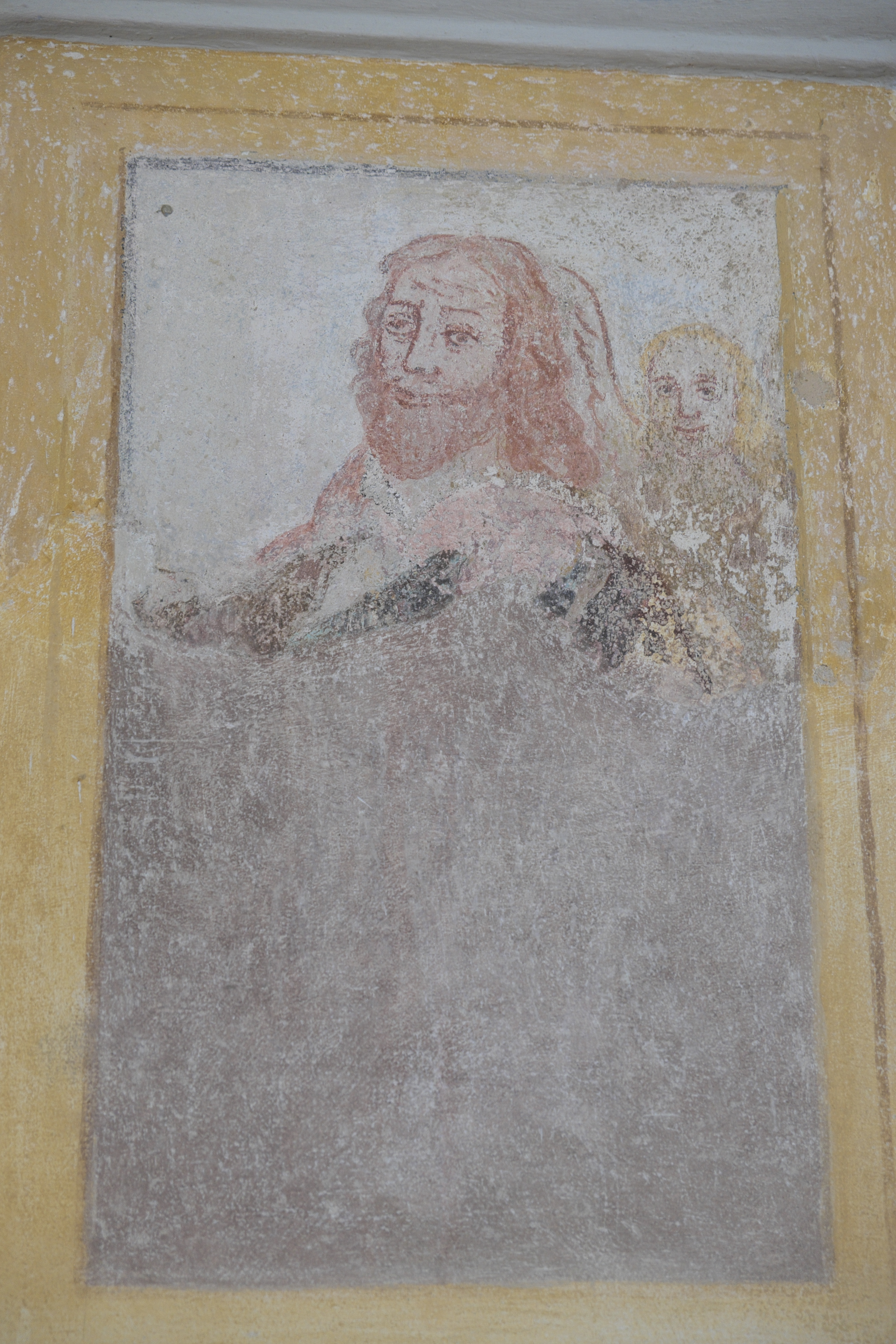
Kanzelkorb mit Malerei